# Callicarpa acuminata
Callicarpa acuminata es un arbusto ornamental utilizado como planta medicinal perteneciente a la familia de las verbenáceas. Es originario de México a Bolivia.

## Descripción
Son arbustos que alcan un tamaño de 1,5–5 m de alto, ramas densamente estrelladas a glabrescentes. Hojas opuestas, simples, elípticas (ovadas, lanceoladas), 13–28 cm de largo y 5–12 cm de ancho, ápice largamente acuminado a cuspidado, base aguda (cuneada, obtusa o redondeada), margen entero, sinuado o menudamente serrado, haz con dispersos tricomas estrellados cuando jóvenes hasta glabrescentes, envés densa a escasamente estrellado sobre escamas pequeñas; pecíolo 1–2 cm de largo. Inflorescencia cimosa amplia, 5–10 cm de largo y de ancho, axilar, pedúnculo y pedicelos densamente estrellados a glabrescentes, brácteas inconspicuas; cáliz campanulado (pateliforme en el fruto), 1–1,5 mm de largo y 1,2–2 mm de ancho, ápice subtruncado o sinuado (menudamente 4-apiculado), con diminutas escamas dispersas; corola regular, infundibuliforme, blanca, tubo 1,2–2,5 mm de largo, lobos 4, subiguales, 1–1,5 mm de largo; estambres 4, exertos; estilo y estigma aparentemente ausentes en algunas plantas, en otras exertos e iguales a las anteras, estigma ca 1 mm de ancho, capitado, ligeramente 2-lobado. Fruto drupáceo subgloboso, 3–5 mm diámetro, verde, luego negro o morado, semillas 4.

## Distribución y hábitat
Es una especie común, que se encuentra  en áreas alteradas y también en bosques de pinos y bosques muy húmedos, zona atlántica; a una altitud de 0–600 m; fl feb–jul, fr sep–mar; desde México a Bolivia. 

## Propiedades
El uso más frecuente que se le da a esta planta es contra la diarrea, en los estados de Hidalgo y Quintana Roo. La forma de tratarla es tomando un té de la cocción de las hojas; del mismo modo se usa contra el catarro. Para curar la disentería, a esta misma cocción se le agrega azúcar y se bebe dos veces al día (Yucatán). Se recomienda consumir los frutos con agua, contra el acné. También se usa para combatir los granos.

## Taxonomía
Callicarpa acuminata fue descrita por Carl Sigismund Kunth  y publicado en Nova Genera et Species Plantarum (quarto ed.) 2: 252. 1817[1818].
Etimología
Callicarpa: nombre genérico derivado del griego kalli = "hermoso" y carpae = "fruta", refiriéndose a sus frutas bellamente coloreados.
acuminata: epíteto latino que significa "acuminada, que termina gradualmente en un punto".
Variedades
- Callicarpa acuminata var. acuminata
- Callicarpa acuminata var. pringlei (Briq.) Moldenke